# Johann I. (Oldenburg)
Johann I. von Oldenburg (* um 1204; † um 1270) war Graf von Oldenburg.

## Regierung
Nach dem Tod seines Vaters Graf Christian II. im Jahre 1233 folgte er 1243 zunächst neben seinem Onkel Otto I. als Graf von Oldenburg und regierte die Grafschaft seit 1251 allein.
1244 stiftete er gemeinsam mit Otto I. das Zisterzienserkloster Rosenthal in Menslage, das 1251 in den Börsteler Wald auf eine bereits bestehenden Befestigung der Grafen verlegt wurde.
1258/59 beteiligte er sich zugunsten seines Cousins an der Bremer Stiftsfehde um die bremische Erzbischofswürde, die für ihn mit einer Niederlage endete. Immerhin konnte er verhindern, dass die mit dem Haus Lippe, das den vorherigen Bremer Erzbischof gestellt hatte, verbündeten Oberstedinger ihre um 1234 verlorene Autonomie wiedererlangten. Weiterhin stritt mit Rüstringen, Östringen und Stedingen und behauptete seine Rechte und Neuerwerbungen. Allerdings musste er in den Jahren bis zum Friedensschluss 1260 schwere Verwüstungen des niederstedingischen Gebiets nördlich der Hunte hinnehmen. 
Er gab im Streit mit Bremen-Stadt die Burg Berne auf und gründete dafür zusammen mit dem Onkel Delmenhorst, das 1247 erstmals erwähnt wurde, was Stedingen provozierte. Sein Hauptsitz blieb jedoch Oldenburg.
Wie schon seine Ahnen stritt er viel mit den Wildeshausener Vettern. Letztlich ging deren Grafschaft für Oldenburg an die Bischöfe von Münster und Erzbischöfe von Bremen verloren, was der Anlass zu jahrhundertelangen Streitigkeiten mit diesen geistlichen Gewalten war, die Oldenburg-Delmenhorst zunehmend einschnürten.

## Ehe und Nachkommen
Johann I. heiratete Richza von Hoya, Tochter des Grafen Heinrich II., mit der er folgende Kinder hatte:
- Heilwig ⚭ Ekbert Graf von Tecklenburg-Bentheim († 1309/11)[1]
- Christian III. (* um 1250; † 1285)
- Moritz († 1319), Pfarrer in Wildeshausen
- Otto II. († 1304)